# Victor Forget
Pour les articles homonymes, voir Forget.
Victor Forget (6 octobre 1916, Québec – 9 mars 1986, Montréal) est un représentant médical et un homme politique fédéral du Québec.

## Biographie
Victor Forget est député du Parti libéral du Canada avec son élection dans la circonscription de Saint-Michel lors des élections de 1968. Il ne se représente pas en 1972, laissant le champ libre à Monique Bégin.